# Maryan Hary
Maryan Hary (Le Mans, 27 mei 1980) is een Frans voormalig wielrenner.

## Belangrijkste overwinningen
2002
- Parijs-Tours (U23)

2003
- 2e etappe Tour de L'Ain

## Resultaten in voornaamste wedstrijden
| Jaar | Ronde van Italië | Ronde van Frankrijk | Ronde van Spanje |
| ---- | ---------------- | ------------------- | ---------------- |
| 2003 |                  | 130e                |                  |
| 2004 |                  | buiten tijd         |                  |
| 2005 |                  |                     |                  |
| 2007 |                  |                     | 139e             |
| 2009 |                  |                     |                  |

| Jaar | Milaan-San Remo | Luik-Bast.‑Luik | Ronde van Lombardije | Parijs-Brussel |
| ---- | --------------- | --------------- | -------------------- | -------------- |
| 2003 |                 |                 |                      | Brons          |
| 2004 |                 |                 |                      |                |
| 2005 | 141e            | 104e            |                      |                |
| 2007 |                 |                 |                      |                |
| 2009 |                 |                 | 105e                 |                |